# شون كونلي
شون كونلي (بالإنجليزية: Sean Connelly)‏ (26 يونيو 1970 بشفيلد في المملكة المتحدة - ) هو لاعب كرة قدم بريطاني في مركز الدفاع. لعب مع روشدين ودايموندز وستوكبورت كونتي ونادي ترانمير روفرز لكرة القدم ووولفرهامبتون واندررز وHallam F.C. ‏.

## وصلات خارجية
- شون كونلي على موقع قاعدة بيانات كرة القدم.إي يو (الإنجليزية)
- شون كونلي على موقع Soccerbase.com (لاعب) (الإنجليزية)
- شون كونلي على موقع عالم كرة القدم.نت (الإنجليزية)